# Interstate 89
L'Interstate 89 (I-89) è un'autostrada statunitense della Interstate Highway che si estende per 307,58 chilometri e collega Mobile con il confine canadese presso Highgate Springs.